# Douglas Mausoleum

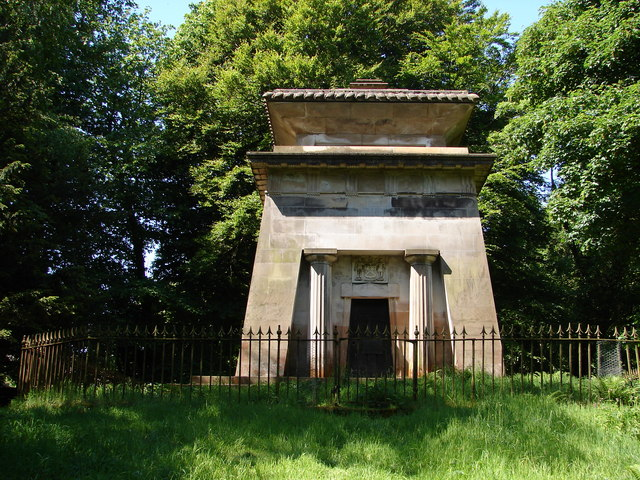
Douglas Mausoleum

Das Douglas Mausoleum ist ein Mausoleum nahe der schottischen Ortschaft Castle Douglas in der Council Area Dumfries and Galloway. 1971 wurde das Bauwerk in die schottischen Denkmallisten in der höchsten Denkmalkategorie A aufgenommen.

## Geschichte
Das Mausoleum wurde um 1820 für James Douglas, Bruder von William Douglas, 1. Baronet, erbaut. Bauherr war dessen Sohn William Douglas of Orchardton. Welcher Architekt das Bauwerk entwarf ist nicht verzeichnet. So wurde es möglicherweise von William Douglas in Zusammenarbeit mit dem Landschaftsarchitekten William Hugh Williams geplant. Es existieren Entwurfszeichnung des Dumfrieser Architekten Walter Newall für ähnlich ausgestaltete Mausoleen. Aus diesem Grund erscheint es plausibel, dass Newall das Bauwerke plante.

## Beschreibung
Das Douglas Mausoleum steht nahe der Kelton Parish Church rund zwei Kilometer südlich von Castle Douglas. Das Mauerwerk des in dieser Region einzigartig gestalteten Mausoleums besteht aus cremefarbenen, polierten Sandsteinquadern. Es ruht auf einem gestuften Sockel. Dorische Säulen flankieren das mit Architrav schließende Eingangsportal. Darüber ist eine Platte mit dem Wappen der Douglasses of Castle Douglas eingelassen. Unterhalb des weit überhängenden Kranzgesimses mit Anthemion verläuft ein Triglyphenfries. Ein weiteres ornamentiertes überhängendes Gesims lässt das Mausoleum an eine Pagode erinnern.
Die Gruft findet sich in einem würfelförmigen Raum unterhalb des Bodens. Ein dekorativer Zaun aus Guss- und Schmiedeeisen umfriedet das Gebäude. Es stammt aus dem frühen 19. Jahrhundert.